# Chang Eun-Jung
Chang Eun-Jung, född den 18 augusti 1970, är en sydkoreansk landhockeyspelare.
Hon tog OS-silver i damernas landhockeyturnering i samband med de olympiska landhockeytävlingarna 1988 i Seoul.
Därefter tog Chang OS-silver igen i damernas landhockeyturnering i samband med de olympiska landhockeytävlingarna 1996 i Atlanta.